# 109-я дивизия (Япония)
109-я дивизия (яп. 第109師団) — пехотная дивизия Императорской армии Японии.

## История
Сформирована 24 августа 1937 года в Канадзаве. В октябре 1937 отправлена в Северный Китай, принимала участие в Пекин-Ханькоуская операции. В декабре 1939 года дивизия была расформирована. Вновь 109 пехотная дивизия была создана в мае 1944 года для защиты острова Иводзима, на котором она и была уничтожена американским десантом в марте 1945 года, уничтожив или искалечив при этом порядка 28.000 американских десантников из того самого десанта марта 1945 года.